# معين (هندسة رياضية)
في الهندسة الإقليدية، المُعَيَّن هو شكل رباعي أضلاعه الأربعة ذات أطوال متساوية، أو شكل رباعي مكون من مثلثين متساويي الساقين، لهما قاعدة مشتركة، والقاعدة المشتركة محذوفة، ويمكن تعريفه على أنه متوازي أضلاع فيه ضلعان متجاوران متساويان.
صفاته:
- جميع أضلاعه متساوية.
- كل ضلعين متقابلين متوازيان.
- كل زاويتين متقابلتين متساويتان.
- قطراه متعامدان وينصفان زواياه، ويشكلان محوري تناظر للمعين.
- للمعين زاويتين حادتين و اخريتين منفرجتين، إلا إن كانت إحدى الزوايا قائمة، عندئذٍ يكون الشكل مربعاً.

المعين هو حالة خاصة من متوازي الأضلاع، وهو حالة خاصة من الدالتون، كما أن معيناً بزاوية قائمة هو مربع.

## مميزاته
نقول عن مضلع رباعي بسيط أنه معين إذا وفقط إذا تحقق أحد الشروط:
- تساوت جميع أطوال أضلاعه.
- تعامد قطراه ونصَّف كلٌّ منهما الآخر.
- نصَّف قطراه كل زاوية داخلية.
- كان متوازي أضلاعٍ ونصف أحد قطريه إحدى زواياه.
- كان متوازي أضلاعٍ وتساوى فيه ضلعان متجاوران.
- كان متوازي أضلاعٍ وتعامد قطراه.

## خصائصه
يحمل المعين جميع خواص متوازي الأضلاع، بالإضافة إلى هذه الخصائص:
- يشكل قطرا المعين محوري تناظرٍ له، وتشكل نقطة تقاطعهما مركز تناظر له أيضاً.
- ينصف قطراه زواياه.
- يعد المعين رباعيّاً مماسيّاً، أي أن كل ضلعٍ فيه يشكل مماسّاً لدائرة واحدة.[5] وكل ضلعين متقابلين متوازيين

## المساحة

معين. كل زاوية معلمة بنقطة سوداء هي زاوية قائمة. الارتفاع h هو طول العمود النازل من رأس إلى الضلع الذي يقابله, وهو يساوي طول قطر الدائرة الداخلية. القطران p و q هما الخطين الأحمرين المنقطين.

تحسب مساحة المعين K بدلالة طول ضلعه a وارتفاعه h كالآتي:
```

  

    

      

        
K

        
=

        
a

        
⋅

        
h

        
.

      

    

    
{\displaystyle K=a\cdot h.}

  

```

كما تحسب بدلالة طول ضلعه وجيب إحدى زواياه α أو β بالعلاقة: :
{\displaystyle K=a^{2}\cdot \sin \alpha =a^{2}\cdot \sin \beta }
ويمكن حساب مساحته بدلالة الارتفاع وجيب زاوية ما:
{\displaystyle K={\frac {h^{2}}{\sin \alpha }}}
وبمعرفة طول القطرين p و q يمكن حساب المساحة بالقانون :
{\displaystyle K={\frac {p\cdot q}{2}}}
كما تحسب المساحة بدلالة نصف قطر الدائرة الداخلية r :
{\displaystyle K=2a\cdot r} .